# Ӳ

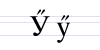
zapis litery Ӳ

Ӳ – litera cyrylicy używana w alfabecie czuwaskim. Oznacza dźwięk /y/, odpowiadający niemieckiemu ü. W alfabecie zajmuje miejsce między У i Ф.